# Lista de Pokémon da geração II
Este artigo apenas destaca os assuntos básicos das espécies Pokémon. Para detalhes detalhados do universo, por favor consulte os wikis sobre o assunto.

Logo internacional da franquia Pokémon.

A segunda geração (Geração II) da franquia Pokémon foram adicionados 100 criaturas fictícias introduzidas em 1999 no jogo de Game Boy Color, Pokémon Gold e Silver.
A lista a seguir descreve 100 Pokémon da Geração II na ordem numérica do Pokédex Nacional. O primeiro Pokémon, Chikorita, numerado de 152 e o último, Celebi, numerado de 251. Formulários alternativos que resultam em alterações de tipo e Mega Evolução estão incluídos para conferência.

## Design e desenvolvimento
Dois novos tipos foram introduzidos em Pokémon Gold e Silver – nomeia em tipos "Escuro" e "Aço" – que se destinavam a melhor balanceamento da jogabilidade das batalhas Pokémon. Os tipos Escuro e Aço se saem bem contra ataques de "Psíquico", que era um tipo dominante em Red e Blue. O conceito de criação também foi introduzido na segunda geração de jogos Pokémon, o que permite aos jogadores manipular as habilidades de seus Pokémon em maior grau. Alguns dos novos Pokémon introduzidos em Gold e Silver são pré-evoluções de outros Pokémon, como Pichu e Igglybuff. Esses Pokémon bebês estão disponíveis apenas criando suas formas evoluídas.
Pokémon Gold e Silver foram revelados pela primeira vez em Nintendo Space World em 1997. Nesse ponto, o jogo tinha um mapa-múndi muito maior do que o jogo final e esse protótipo apareceu em torno de designs de 40 Pokémon que foram removidos e substituídos quando os jogos foram lançados em 1999.

## Lista de Pokémon
| Nome em inglês | Nome em japonês | Número do Pokédex Nacional | Tipo      | Tipo      | Evoluem em                                          | Primeira aparição           |
| -------------- | --------------- | -------------------------- | --------- | --------- | --------------------------------------------------- | --------------------------- |
| Chikorita      | Chicorita       | 152                        | Planta    | Planta    | Bayleef (#153)                                      | Gold e Silver               |
| Bayleef        | Bayleaf         | 153                        | Planta    | Planta    | Meganium (#154)                                     | Gold e Silver               |
| Meganium       | Meganium        | 154                        | Planta    | Planta    | Não evoluem                                         | Gold e Silver               |
| Cyndaquil      | Hinoarashi      | 155                        | Fogo      | Fogo      | Quilava (#156)                                      | Gold e Silver               |
| Quilava        | Magmarashi      | 156                        | Fogo      | Fogo      | Typhlosion (#157)                                   | Gold e Silver               |
| Typhlosion     | Bakphoon        | 157                        | Fogo      | Fogo      | Não evoluem                                         | Gold e Silver               |
| Totodile       | Waninoko        | 158                        | Água      | Água      | Croconaw (#159)                                     | Gold e Silver               |
| Croconaw       | Alligates       | 159                        | Água      | Água      | Feraligatr (#160)                                   | Gold e Silver               |
| Feraligatr     | Ordile          | 160                        | Água      | Água      | Não evoluem                                         | Gold e Silver               |
| Sentret        | Otachi          | 161                        | Normal    | Normal    | Furret (#162)                                       | Gold e Silver               |
| Furret         | Ootachi         | 162                        | Normal    | Normal    | Não evoluem                                         | Gold e Silver               |
| Hoothoot       | Hoho            | 163                        | Normal    | Voador    | Noctowl (#164)                                      | Gold e Silver               |
| Noctowl        | Yorunozuku      | 164                        | Normal    | Voador    | Não evoluem                                         | Gold e Silver               |
| Ledyba         | Rediba          | 165                        | Inseto    | Voador    | Ledian (#166)                                       | Gold e Silver               |
| Ledian         | Redian          | 166                        | Inseto    | Voador    | Não evoluem                                         | Gold e Silver               |
| Spinarak       | Itomaru         | 167                        | Inseto    | Venenoso  | Ariados (#168)                                      | Gold e Silver               |
| Ariados        | Ariados         | 168                        | Inseto    | Venenoso  | Não evoluem                                         | Gold e Silver               |
| Crobat         | Crobat          | 169                        | Venenoso  | Voador    | Não evoluem                                         | Gold e Silver               |
| Chinchou       | Chonchie        | 170                        | Água      | Elétrico  | Lanturn (#171)                                      | Gold e Silver               |
| Lanturn        | Lantern         | 171                        | Água      | Elétrico  | Não evoluem                                         | Gold e Silver               |
| Pichu          | Pichu           | 172                        | Elétrico  | Elétrico  | Pikachu (#025)                                      | Gold e Silver               |
| Cleffa         | Py              | 173                        | Fada      | Fada      | Clefairy (#035)                                     | Gold e Silver               |
| Igglybuff      | Pupurin         | 174                        | Normal    | Fada      | Jigglypuff (#039)                                   | Gold e Silver               |
| Togepi         | Togepy          | 175                        | Fada      | Fada      | Togetic (#176)                                      | Gold e Silver               |
| Togetic        | Togechick       | 176                        | Fada      | Voador    | Togekiss (#468)                                     | Gold e Silver               |
| Natu           | Naty            | 177                        | Psíquico  | Voador    | Xatu (#178)                                         | Gold e Silver               |
| Xatu           | Natio           | 178                        | Psíquico  | Voador    | Não evoluem                                         | Gold e Silver               |
| Mareep         | Merriep         | 179                        | Elétrico  | Elétrico  | Flaaffy (#180)                                      | Gold e Silver               |
| Flaaffy        | Mokoko          | 180                        | Elétrico  | Elétrico  | Ampharos (#181)                                     | Gold e Silver               |
| Ampharos       | Denryu          | 181                        | Elétrico  | Elétrico  | Mega Evolução                                       | Gold e Silver               |
| Mega Ampharos  | Mega Denryu     | 181                        | Elétrico  | Dragão    | Não evoluem                                         | X e Y                       |
| Bellossom      | Kireihana       | 182                        | Planta    | Planta    | Não evoluem                                         | Gold e Silver               |
| Marill         | Maril           | 183                        | Água      | Fada      | Azumarill (#184)                                    | Gold e Silver               |
| Azumarill      | Marilli         | 184                        | Água      | Fada      | Não evoluem                                         | Gold e Silver               |
| Sudowoodo      | Usokkie         | 185                        | Pedra     | Pedra     | Não evoluem                                         | Gold e Silver               |
| Politoed       | Nyorotono       | 186                        | Água      | Água      | Não evoluem                                         | Gold e Silver               |
| Hoppip         | Hanecco         | 187                        | Planta    | Voador    | Skiploom (#188)                                     | Gold e Silver               |
| Skiploom       | Popocco         | 188                        | Planta    | Voador    | Jumpluff (#189)                                     | Gold e Silver               |
| Jumpluff       | Watacco         | 189                        | Planta    | Voador    | Não evoluem                                         | Gold e Silver               |
| Aipom          | Eipam           | 190                        | Normal    | Normal    | Ambipom (#424)                                      | Gold e Silver               |
| Sunkern        | Himanuts        | 191                        | Planta    | Planta    | Sunflora (#192)                                     | Gold e Silver               |
| Sunflora       | Kimawari        | 192                        | Planta    | Planta    | Não evoluem                                         | Gold e Silver               |
| Yanma          | Yanyanma        | 193                        | Inseto    | Voador    | Yanmega (#469)                                      | Gold e Silver               |
| Wooper         | Upah            | 194                        | Água      | Terrestre | Quagsire (#195)                                     | Gold e Silver               |
| Quagsire       | Nuoh            | 195                        | Água      | Terrestre | Não evoluem                                         | Gold e Silver               |
| Espeon         | Eifie           | 196                        | Psíquico  | Psíquico  | Não evoluem                                         | Gold e Silver               |
| Umbreon        | Blacky          | 197                        | Noturno   | Noturno   | Não evoluem                                         | Gold e Silver               |
| Murkrow        | Yamikarasu      | 198                        | Noturno   | Voador    | Honchkrow (#430)                                    | Gold e Silver               |
| Slowking       | Yadoking        | 199                        | Água      | Psíquico  | Não evoluem                                         | Gold e Silver               |
| Misdreavus     | Muma            | 200                        | Fantasma  | Fantasma  | Mismagius (#429)                                    | Gold e Silver               |
| Unown          | Unknown         | 201                        | Psíquico  | Psíquico  | Não evoluem                                         | Gold e Silver               |
| Wobbuffet      | Sonans          | 202                        | Psíquico  | Psíquico  | Não evoluem                                         | Gold e Silver               |
| Girafarig      | Kirinriki       | 203                        | Normal    | Psíquico  | Não evoluem                                         | Gold e Silver               |
| Pineco         | Kunugidama      | 204                        | Inseto    | Inseto    | Forretress (#205)                                   | Gold e Silver               |
| Forretress     | Foretos         | 205                        | Inseto    | Metálico  | Não evoluem                                         | Gold e Silver               |
| Dunsparce      | Nokocchi        | 206                        | Normal    | Normal    | Não evoluem                                         | Gold e Silver               |
| Gligar         | Gliger          | 207                        | Terrestre | Voador    | Gliscor (#472)                                      | Gold e Silver               |
| Steelix        | Haganeil        | 208                        | Metálico  | Terrestre | Mega Evolução                                       | Gold e Silver               |
| Mega Steelix   | Mega Haganeil   | 208                        | Metálico  | Terrestre | Não evoluem                                         | Omega Ruby e Alpha Sapphire |
| Snubbull       | Bulu            | 209                        | Fada      | Fada      | Granbull (#210)                                     | Gold e Silver               |
| Granbull       | Granbulu        | 210                        | Fada      | Fada      | Não evoluem                                         | Gold e Silver               |
| Qwilfish       | Harysen         | 211                        | Água      | Venenoso  | Não evoluem                                         | Gold e Silver               |
| Scizor         | Hassam          | 212                        | Inseto    | Metálico  | Mega Evolução                                       | Gold e Silver               |
| Mega Scizor    | Mega Hassam     | 212                        | Inseto    | Metálico  | Não evoluem                                         | X e Y                       |
| Shuckle        | Tsubotsubo      | 213                        | Inseto    | Pedra     | Não evoluem                                         | Gold e Silver               |
| Heracross      | Heracros        | 214                        | Inseto    | Lutador   | Mega Evolução                                       | Gold e Silver               |
| Mega Heracross | Mega Heracros   | 214                        | Inseto    | Lutador   | Não evoluem                                         | X e Y                       |
| Sneasel        | Nyula           | 215                        | Noturno   | Gelo      | Weavile (#461)                                      | Gold e Silver               |
| Teddiursa      | Himeguma        | 216                        | Normal    | Normal    | Ursaring (#217)                                     | Gold e Silver               |
| Ursaring       | Ringuma         | 217                        | Normal    | Normal    | Não evoluem                                         | Gold e Silver               |
| Slugma         | Magmag          | 218                        | Fogo      | Fogo      | Magcargo (#219)                                     | Gold e Silver               |
| Magcargo       | Magcargot       | 219                        | Fogo      | Pedra     | Não evoluem                                         | Gold e Silver               |
| Swinub         | Urimoo          | 220                        | Gelo      | Terrestre | Piloswine (#221)                                    | Gold e Silver               |
| Piloswine      | Inomoo          | 221                        | Gelo      | Terrestre | Mamoswine (#473)                                    | Gold e Silver               |
| Corsola        | Sunnygo         | 222                        | Água      | Pedra     | Cursola (#864)                                      | Gold e Silver               |
| Remoraid       | Teppouo         | 223                        | Água      | Água      | Octillery (#224)                                    | Gold e Silver               |
| Octillery      | Okutank         | 224                        | Água      | Água      | Não evoluem                                         | Gold e Silver               |
| Delibird       | Delibird        | 225                        | Gelo      | Voador    | Não evoluem                                         | Gold e Silver               |
| Mantine        | Mantain         | 226                        | Água      | Voador    | Não evoluem                                         | Gold e Silver               |
| Skarmory       | Airmd           | 227                        | Metálico  | Voador    | Não evoluem                                         | Gold e Silver               |
| Houndour       | Delvil          | 228                        | Noturno   | Fogo      | Houndoom (#229)                                     | Gold e Silver               |
| Houndoom       | Hellgar         | 229                        | Noturno   | Fogo      | Mega Evolução                                       | Gold e Silver               |
| Mega Houndoom  | Mega Hellgar    | 229                        | Noturno   | Fogo      | Não evoluem                                         | X e Y                       |
| Kingdra        | Kingdra         | 230                        | Água      | Dragão    | Não evoluem                                         | Gold e Silver               |
| Phanpy         | Gomazou         | 231                        | Terrestre | Terrestre | Donphan (#232)                                      | Gold e Silver               |
| Donphan        | Donfan          | 232                        | Terrestre | Terrestre | Não evoluem                                         | Gold e Silver               |
| Porygon2       | Porygon2        | 233                        | Normal    | Normal    | Porygon-Z (#474)                                    | Gold e Silver               |
| Stantler       | Odoshishi       | 234                        | Normal    | Normal    | Não evoluem                                         | Gold e Silver               |
| Smeargle       | Doble           | 235                        | Normal    | Normal    | Não evoluem                                         | Gold e Silver               |
| Tyrogue        | Balkie          | 236                        | Lutador   | Lutador   | Hitmonchan (#106) Hitmonlee (#107) Hitmontop (#237) | Gold e Silver               |
| Hitmontop      | Kapoerer        | 237                        | Lutador   | Lutador   | Não evoluem                                         | Gold e Silver               |
| Smoochum       | Muchul          | 238                        | Gelo      | Psíquico  | Jynx (#124)                                         | Gold e Silver               |
| Elekid         | Elekid          | 239                        | Elétrico  | Elétrico  | Electabuzz (#125)                                   | Gold e Silver               |
| Magby          | Buby            | 240                        | Fogo      | Fogo      | Magmar (#126)                                       | Gold e Silver               |
| Miltank        | Miltank         | 241                        | Normal    | Normal    | Não evoluem                                         | Gold e Silver               |
| Blissey        | Happinas        | 242                        | Normal    | Normal    | Não evoluem                                         | Gold e Silver               |
| Raikou         | Raikou          | 243                        | Elétrico  | Elétrico  | Não evoluem                                         | Gold e Silver               |
| Entei          | Entei           | 244                        | Fogo      | Fogo      | Não evoluem                                         | Gold e Silver               |
| Suicune        | Suicune/Suikun  | 245                        | Água      | Água      | Não evoluem                                         | Gold e Silver               |
| Larvitar       | Yogiras         | 246                        | Pedra     | Terrestre | Pupitar (#247)                                      | Gold e Silver               |
| Pupitar        | Sanagiras       | 247                        | Pedra     | Terrestre | Tyranitar (#248)                                    | Gold e Silver               |
| Tyranitar      | Bangiras        | 248                        | Pedra     | Noturno   | Mega Evolução                                       | Gold e Silver               |
| Mega Tyranitar | Mega Bangiras   | 248                        | Pedra     | Noturno   | Não evoluem                                         | X e Y                       |
| Lugia          | Lugia           | 249                        | Psíquico  | Voador    | Não evoluem                                         | Gold e Silver               |
| Ho-Oh          | Houou           | 250                        | Fogo      | Voador    | Não evoluem                                         | Gold e Silver               |
| Celebi         | Celebi          | 251                        | Planta    | Psíquico  | Não evoluem                                         | Gold e Silver               |

### Formas de Galar
| Nome em inglês | Nome em japonês             | Número do Pokédex Nacional | Tipo(s)  | Tipo(s)    | Evoluem em     |
| Nome em inglês | Nome em japonês             | Número do Pokédex Nacional | Primário | Secundário | Evoluem em     |
| -------------- | --------------------------- | -------------------------- | -------- | ---------- | -------------- |
| Corsola        | Sunnygo (サニーゴ, Sunnygo) | 222                        | Fantasma | Fantasma   | Cursola (#864) |